# Phoxocephalidae
Phoxocephalidae é uma família de pequenos crustáceos da ordem Amphipoda descritos por Georg Ossian Sars em 1891.
Estes anfípodes são estritamente marinhos e podem ser encontrados em todos os oceanos e profundezas. A maioria das espécies são bentônicas, com quase um terço das espécies conhecidas ocorrendo em águas australianas.

## Taxonomia
A família Phoxocephalidae pode ser separada em duas subfamílias, com os seguintes gêneros:

###### Subfamília Harpiniinae
- Basuto Barnard & Drummond, 1978
- Cocoharpinia G. Karaman, 1980
- Coxophoxus J.L. Barnard, 1966
- Feriharpinia Barnard & Karaman, 1982
- Harpinia Boeck, 1876
- Harpiniopsis Stephensen, 1925
- Heterophoxus Shoemaker, 1925
- Palabriaphoxus Gurjanova, 1977
- Proharpinia Schellenberg, 1931
- Pseudharpinia Schellenberg, 1931
- Torridoharpinia Barnard & Karaman, 1982

###### Subfamília Phoxocephalinae
- Atlantiphoxus Andrade & Senna, 2020
- Baliphoxus Ortiz & Lalana, 1999
- Bathybirubius Senna, 2010
- Beringiaphoxus Jarrett & Bousfield, 1994
- Birubius Barnard & Drummond, 1976
- Booranus Barnard & Drummond, 1978
- Brolgus Barnard & Drummond, 1978
- Cephalophoxoides Gurjanova, 1977
- Cephalophoxus Gurjanova, 1977
- Cunmurra Barnard & Drummond, 1978
- Diogodias Barnard & Drummond, 1978
- Elpeddo Barnard & Drummond, 1978
- Eobrolgus J.L. Barnard, 1979
- Eusyrophoxus Gurjanova, 1977
- Eyakia J.L. Barnard, 1979
- Foxiphalus J.L. Barnard, 1979
- Fuegiphoxus Barnard & Barnard, 1980
- Ganba Barnard & Drummond, 1978
- Grandifoxus J.L. Barnard, 1979
- Griffithsius Jarrett & Bousfield, 1994
- Hopiphoxus Barnard & Drummond, 1978
- Indophoxus Dang & Le, 2005
- Japara Barnard & Drummond, 1978
- Jerildaria Barnard & Drummond, 1978
- Joubinella Chevreux, 1908
- Kondoleus Barnard & Drummond, 1978
- Kotla Barnard & Drummond, 1978
- Kulgaphoxus Barnard & Drummond, 1978
- Kuritus Barnard & Drummond, 1978
- Leongathus Barnard & Drummond, 1978
- Leptophoxoides J.L. Barnard, 1962
- Leptophoxus G.O. Sars, 1891
- Limnoporeia Fearn-Wannan, 1968
- Linca Alonso de Pina, 1993
- Magnaphoxus Andrade, Souza-Filho & Senna, 2022
- Majoxiphalus Jarrett & Bousfield, 1994
- Mandibulophoxus J.L. Barnard, 1957
- Matong Barnard & Drummond, 1978
- Mesophoxus Gurjanova, 1977
- Metaphoxoides Ledoyer, 1968
- Metaphoxus Bonnier, 1896
- Metharpinia Schellenberg, 1931
- Microphoxus J.L. Barnard, 1960
- Parafoxiphalus Alonso de Pina, 2001
- Parajoubinella Gurjanova, 1977
- Paramesophoxus Gurjanova, 1977
- Parametaphoxus Gurjanova, 1977
- Paraphoxus Sars, 1891
- Parharpinia Stebbing, 1899
- Phoxocephalus Stebbing, 1888
- Phoxorgia Barnard & Barnard, 1980
- Protophoxus K.H. Barnard, 1930
- Pseudfoxiphalus Andres, 1991
- Rhepoxynius J.L. Barnard, 1979
- Rikkarus Barnard & Drummond, 1978
- Ringaringa Barnard & Karaman, 1991
- Synphoxus Gurjanova, 1980
- Tickalerus Barnard & Drummond, 1978
- Tipimegus Barnard & Drummond, 1978
- Trichophoxus K.H. Barnard, 1930
- Uldanamia Barnard & Drummond, 1978
- Urophoxus Gurjanova, 1977
- Vasco Barnard & Drummond, 1978
- Vietophoxus Dang & Le, 2005
- Waitangi Fincham, 1977
- Wildus Barnard & Drummond, 1978
- Yammacoona Barnard & Drummond, 1978
- Yan Barnard & Drummond, 1978
- Zeaphoxus Taylor & Peart, 2023